# Gamla kyrkogården, Kalmar

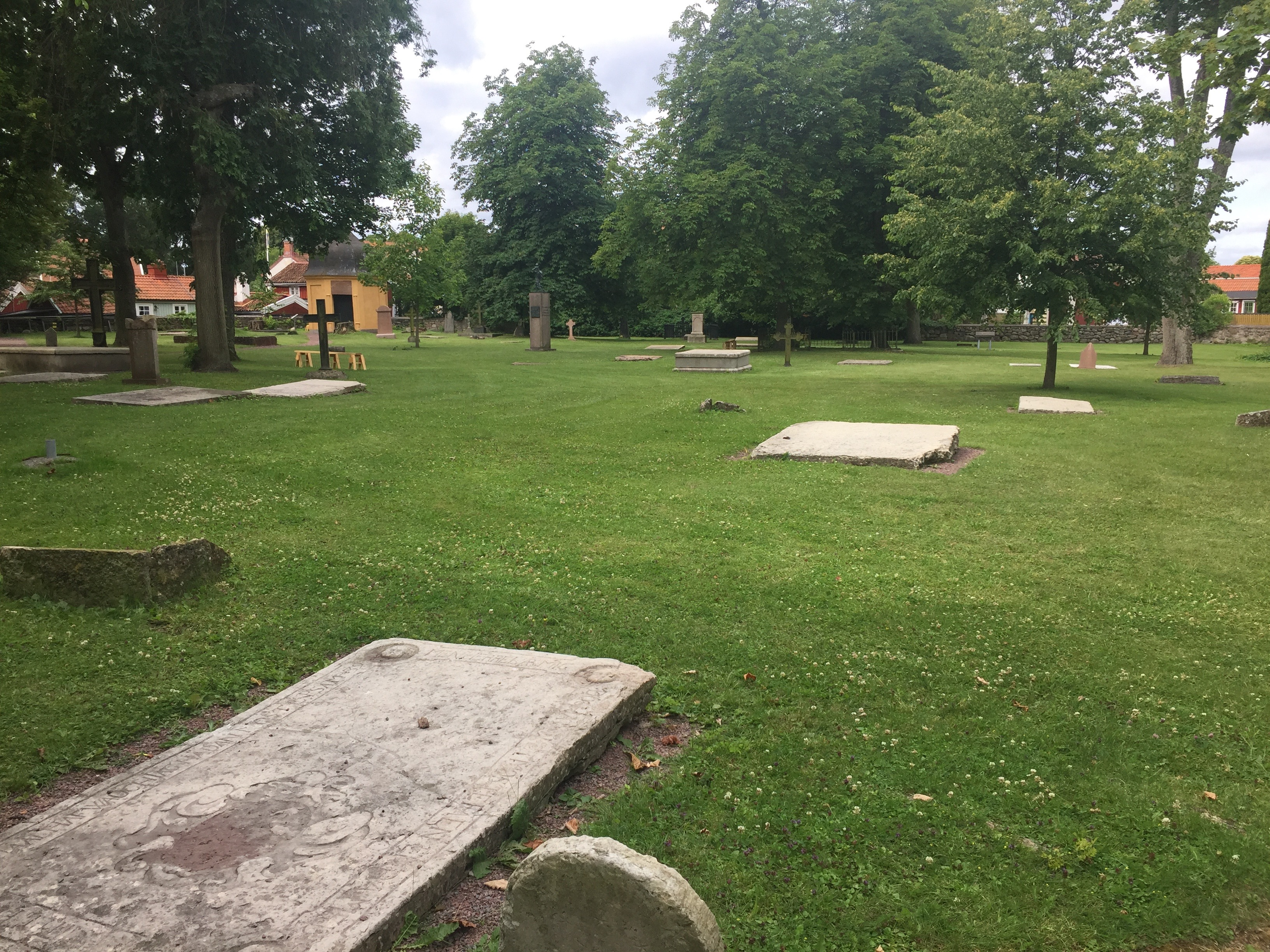
Gravstenar i Gamla kyrkogården i Kalmar.

Gamla kyrkogården i Kalmar är en tidigare kyrkogård belägen i Gamla staden vid Slottsvägen väster om Kalmar slott. Kyrkogården började uppföras i början av 1200-talet. På Gamla kyrkogården stod tidigare Bykyrkan, även kallad S:t Nikolaikyrkan, som byggdes under första delen av 1200-talet, och expanderades under 1300-talet. Kyrkan var 75 m lång och 38 m bred. Kyrkan demonterades, och sprängdes slutligen 1678 i samband med att Kalmars stadscentrum flyttades till Kvarnholmen.
17 juni 1397 kröntes Erik av Pommern till kung över Sverige, Norge och Danmark i Bykyrkan i Gamla kyrkogården, vilket var början till Kalmarunionen.
I dag finns flera gravstenar från 1600-talet till mitten av 1800-talet bevarade på Gamla kyrkogården. Namnet Gamla kyrkogården uppkom på 1800-talet i och med att Södra kyrkogården uppfördes.